# Patinoire
Pour l’article homonyme, voir Patinoire (homonymie).
 (février 2025).
Si vous disposez d'ouvrages ou d'articles de référence ou si vous connaissez des sites web de qualité traitant du thème abordé ici, merci de compléter l'article en donnant les références utiles à sa vérifiabilité et en les liant à la section « Notes et références ».

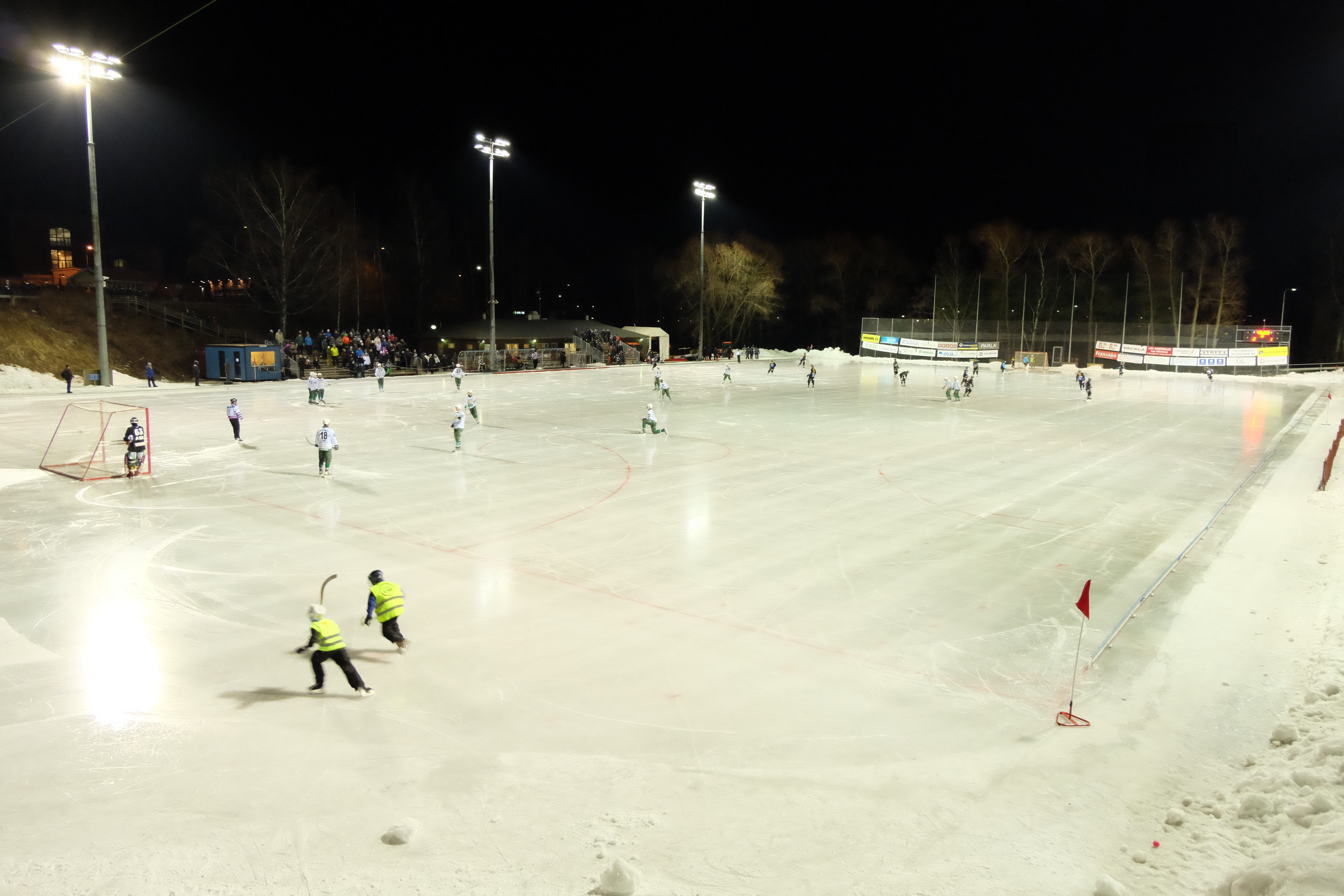
Bandy.

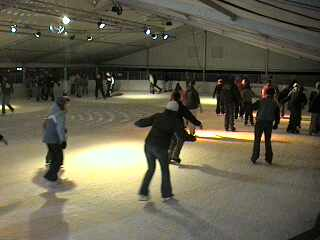

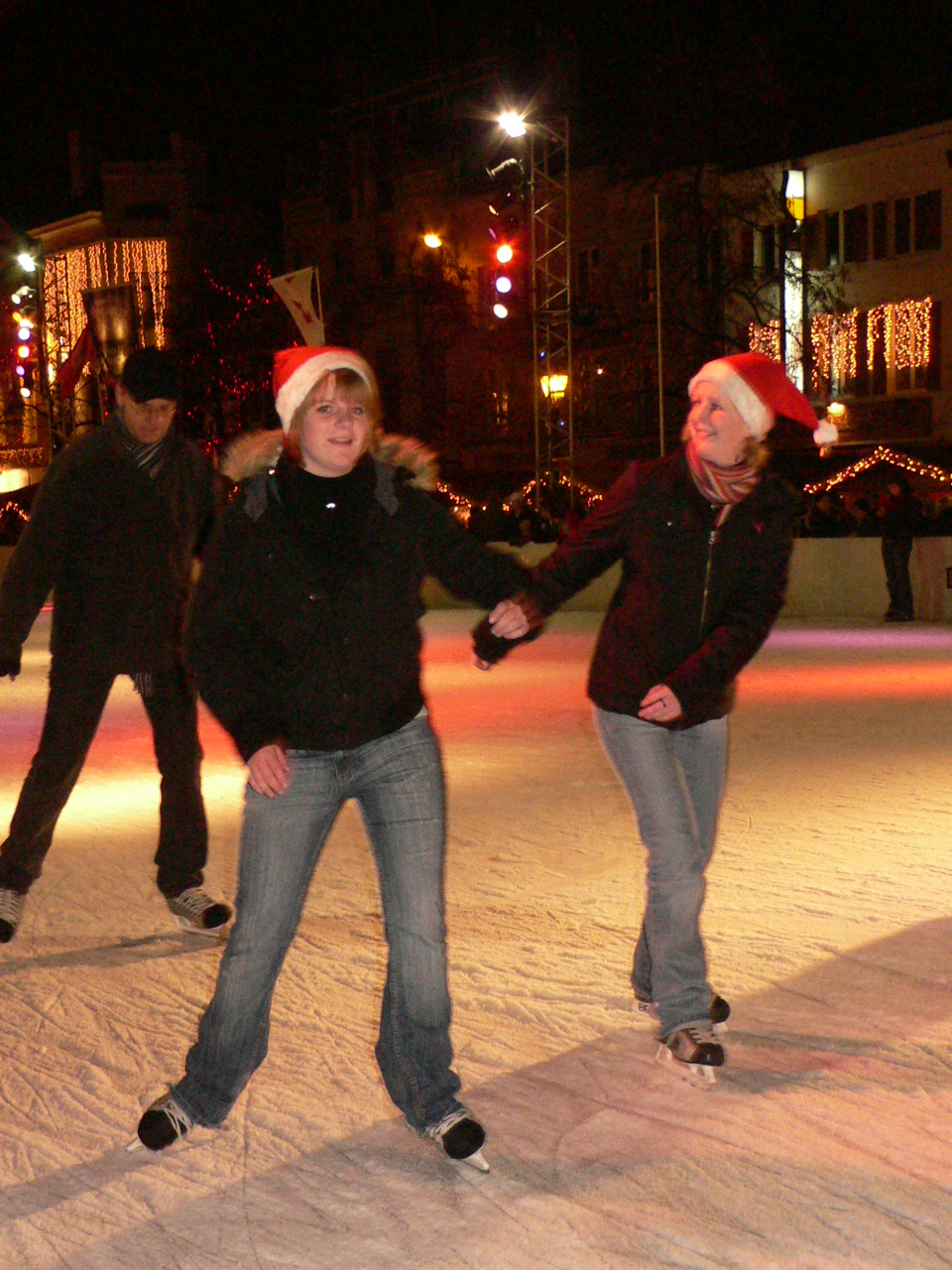

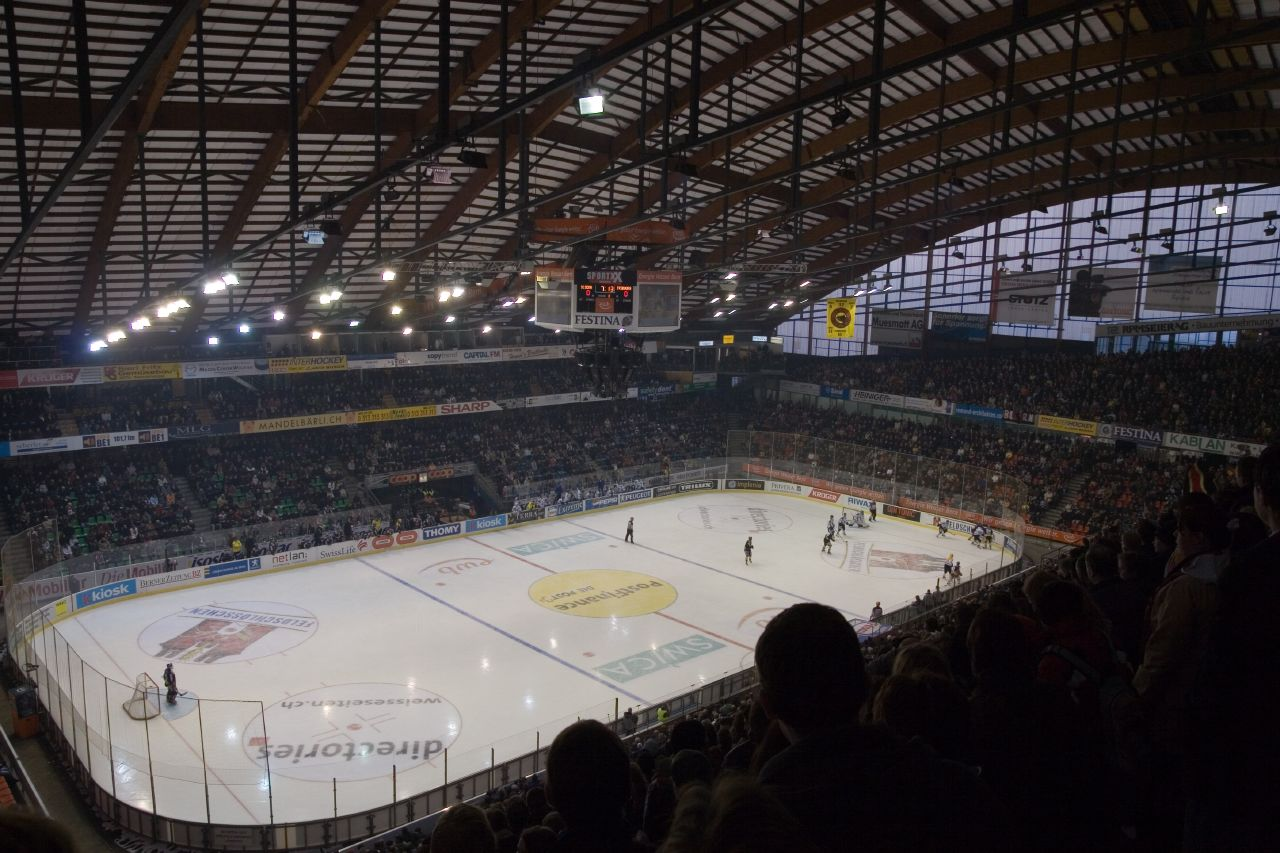
Patinoire de Berne (Suisse), pendant un match de hockey sur glace.

Une patinoire est une surface d'eau gelée (glace), ou couverte d'un matériau synthétique sur laquelle on peut faire du patinage, du bandy, du hockey sur glace, du patinage artistique , du patinage de vitesse, du curling, ou encore du freestyle sur glace.
Pour les patinoires « traditionnelles », la surface doit être refroidie pour atteindre et ne pas dépasser le point de congélation de l'eau, naturellement pour les patinoires extérieures des pays où la température se maintient longtemps sous le zéro (la  plus grande patinoire du monde est extérieure et se situe à Ottawa au Canada), ou artificiellement grâce à un système de réfrigération.

Un édifice abritant une patinoire intérieure entourée de gradins est appelé aréna (surtout au Canada). Par extension, en improvisation théâtrale, le terme désigne l'espace scénique où les jouteurs vont s'affronter.

## Histoire
Les premières patinoires artificielles datent de la fin du XIXe siècle. La première piste artificielle remonte à 1842 et fut construite par l'anglais Henry Kirk. Cela se passait à Londres dans un sous-sol. La piste était de très faible dimension et composée d'un mélange de produits chimiques malodorants. Cette tentative pousse les chercheurs à l'action. Les vrais progrès viennent d'une trouvaille brevetée du professeur John Gamgee. C'est lui qui ouvre la première  patinoire artificielle, le « Glaciarium » de Chelsea à Londres le 6 mai 1876. Sa piste mesurait 12x7,3 mètres environ. La simple taille de la surface, sans parler du concept même, en limitait l'accès à quelques privilégiés. Cette première londonienne ferme dès la fin de l'année 1876 et celle ouverte à Manchester un peu plus tard ferme à la fin de l'année 1878. La Southport Glaciarium ouvre en 1879 dans la banlieue de Liverpool. Présentée comme la seule patinoire au monde ouverte en toutes saisons, il s'agit de la première patinoire artificielle de grande taille (52x21 m). Trop couteuse à faire fonctionner, elle ferme ses portes après dix années d'exploitation et la ruine de ses promoteurs (1889). D'autres tentatives de patinoires artificielles ont lieu, sans grand succès, à la même période aux États-Unis, en Allemagne et en France.
Le Pôle Nord, patinoire artificielle de 40x18 m, est inaugurée à Paris, au 18 rue de Clichy, le 14 octobre 1892. Elle utilise un nouveau système pour générer de la glace mis au point par Stoppani sous le nom de procédé Fixary-Stoppani. Pas moins de douze mille personnes essayèrent la patinoire le jour de son inauguration. Ce solide succès commercial pousse à la création d'une deuxième patinoire à Paris : le Palais de Glace au rond-point des Champs-Élysées, inauguré avec succès le 23 décembre 1893. La glace y est produite grâce à trois compresseurs actionnés par des moteurs à gaz,. En 1895 le Pôle Nord ouvre à Bruxelles. Le 7 novembre 1896, la St. Nicholas Rink ouvre à New York.
Dans l'entre-deux-guerres à Paris, la piscine Molitor est transformée en patinoire durant l'hiver. Le Palais de Glace de la capitale française ferme à la fin des années 1970, signe d'un déclin puisque d'autres suivent le même chemin les années suivantes : en 1998, il n'y a plus de patinoire permanente à Paris. Certes, des patinoires éphémères existent, comme celle du parvis de l'Hôtel-de-Ville depuis 1997. Finalement, en 2002 rouvre la patinoire Sonja-Henie du palais omnisports de Paris-Bercy puis en 2006 celle de la piscine Pailleron.

## Patinoires artificielles
Il existe deux types de patinoires artificielles ; « classiques » (en eau gelée) ou « synthétiques ».

### Patinoire de glace
La patinoire classique est dotée d'un groupe de production d'eau glacée, d'un réseau constituant le "tapis glacier", d'un ballon tampon et de pompes de circulation.
Le matériau liquide parcourant le tapis glacier est souvent composé d'eau et de glycol (un antigel permettant à l'eau d'être refroidie jusqu'à -12 °C). Ce liquide circule en boucle fermée dans le tapis glacier, sous la surface de patinage.
Le plus grand « ennemi » d'une patinoire extérieure est le vent. La pluie et la température ne constituent pas un ennemi redoutable, sauf concernant la consommation d'énergie. Quand il pleut, il faut empêcher la glace de fondre, et donc bien ajuster les réglages du système de réfrigération pour éviter la fonte de la face mais aussi éviter que la pluie ne gèle et accroisse trop la couche de glace, afin d'éviter une sur-consommation électrique.

Sous le soleil ou un fort vent, la puissance du groupe est élevée pour éviter la fonte de la glace.

Lorsqu'il fait froid, Le groupe froid est éteint ou sa puissance est diminuée pour éviter que la glace ne se fende.

### Patinoire extérieure
Pour installer une patinoire artificielle en extérieur, la première condition requise est un sol plat, ferme et nivelé, que l’on revêt d’un tapis glacier constitué par un réseau de tuyauteries reliées les unes aux autres et formant un circuit fermé. Ce tapis glacier est branché à des collecteurs principaux situés à une ou aux deux extrémités de la piste de glace. À leur tour, les collecteurs principaux sont raccordés à une pompe à eau, à un réservoir (dit réservoir tampon ou buffer tank) et finalement au groupe de froid. L’ensemble forme un circuit fermé qui est la base de la future piste de glace.
Le circuit est rempli d'un mélange antigel (mono éthylène glycol ou polypropylène glycol) et d’eau, après quoi le groupe de froid peut être mis en route. La pompe fait circuler le liquide en continu dans le réseau de tuyauteries de la piste de glace et le réservoir tampon permet d’évacuer l’air qui sans lui resterait captif dans le circuit. Peu à peu, le groupe de froid abaisse la température du liquide entre -8 et -10 °C. Ensuite, à l’aide d’une lance à eau, on pulvérise la première couche d’eau sur les tuyaux du tapis glacier, et l’eau cristallise instantanément. L’opération est répétée plusieurs fois et, peu à peu, la couche de glace se forme. L’épaisseur idéale d’une piste de glace se situe entre 6 et 8 cm.

### Patinoire intérieure
Les patinoires intérieures couvertes bénéficient de nombreuses améliorations techniques depuis une quinzaine d'années ce qui a permis de diminuer considérablement leur consommation énergétique. Désormais, les patinoires récentes sont ouvertes toute l'année et leur fonctionnement est souvent moins couteux en été qu'en hiver. En effet, la consommation est généralement de 1/3 pour la production de froid en hiver et 2/3 pour le chauffage des locaux; les proportions s'inversent en été mais la quantité globale d'énergie absorbée reste la même. La tarification avantageuse de l'électricité en été permet donc d'alléger les factures.
La température idéale de la glace diffère selon le sport qui y est pratiqué : un thermostat y est donc installé pour les patinoires accueillant des compétitions ou entraînements de plusieurs sports. Le patinage artistique requiert une glace à -3.5°C, plus molle que les autres afin de mieux réceptionner les atterrissages et chutes ; le patinage de vitesse sur piste courte est vers -5 ou -6°C, tandis que le hockey se joue à -5°C à l'entraînement. Dans tous les sports, la glace est un peu plus froide en compétition pour contrecarrer la chaleur du public. La transition d'une température à l'autre met environ deux heures ; elle est plus facile pendant une session ouverte au grand public, qui ne se rend pas compte de cette légère modification. Idéalement, l'air est à une quinzaine de degrés avec une humidité d'environ 40%.
En intérieur, on commence par installer une large dalle en béton. On y ajoute une fine couche d'eau. Une fois gelée, elle est recouverte d'une couche de peinture blanche, puis d'eau à nouveau, et on recommence 3 à 4 fois avant d'ajouter la peinture des zones de hockey, à nouveau couvertes d'eau. Les logos sont peints au-dessus, puis on finit avec une dernière couche d'eau pour arriver à une épaisseur idéale de 3.5cm. Il suffit de gratter pour ôter les logos sans arriver jusqu'à la couche de la peinture permanente.
L'eau a aussi son importance : trop impure, on ne voit pas les logos, mais trop pure, elle fait une glace cassante et trop glissante, qui peut pousser les patineurs à la chute. Dans certains pays, l'eau est naturellement trop pure et on y ajoute parfois du lait.

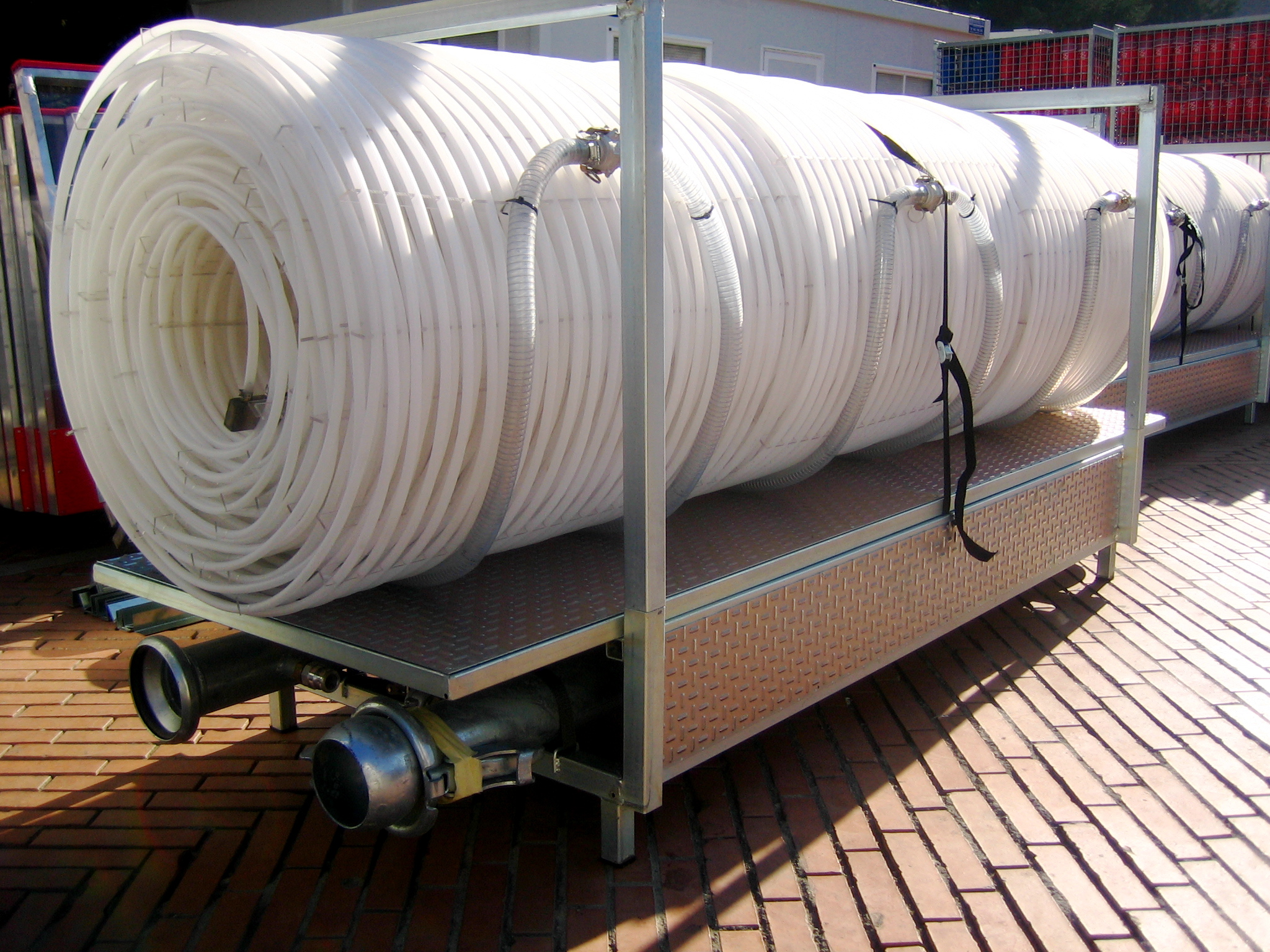
Icebox, collecteurs en dessous, et tapis glacier enroulé par-dessus.
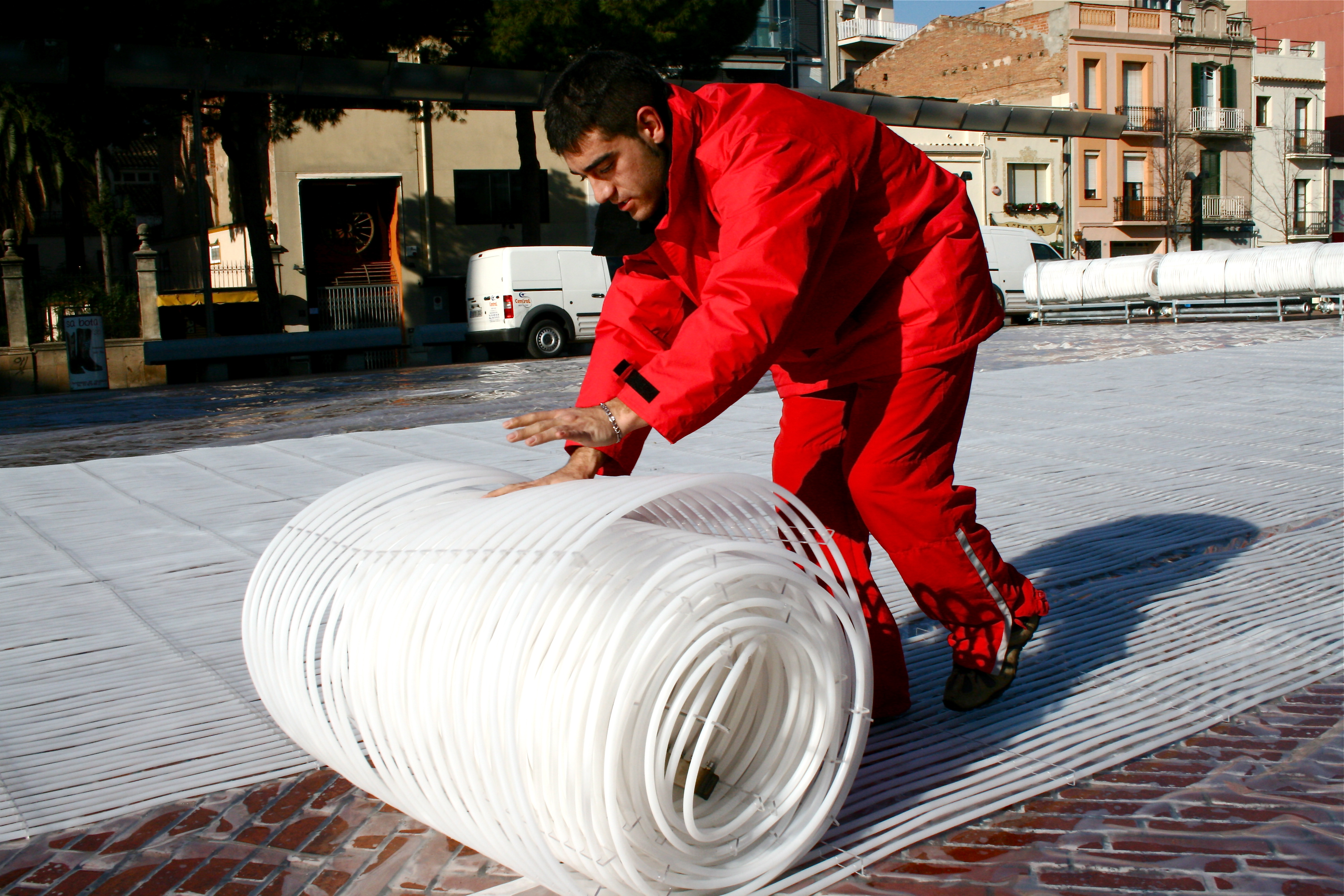
Superviseur[9] en train de dérouler le tapis glacier.
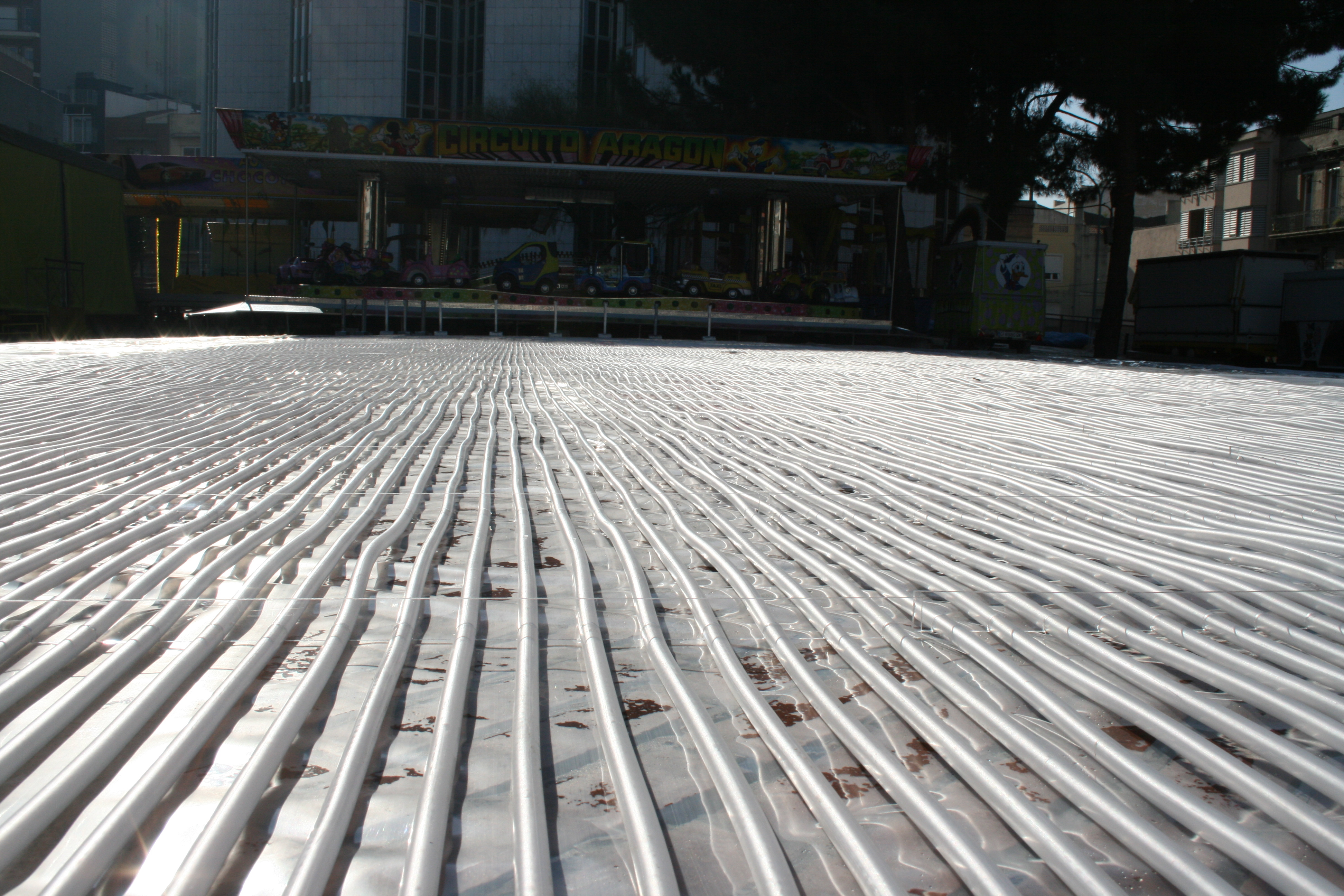
Le tapis glacier entièrement déroulé.
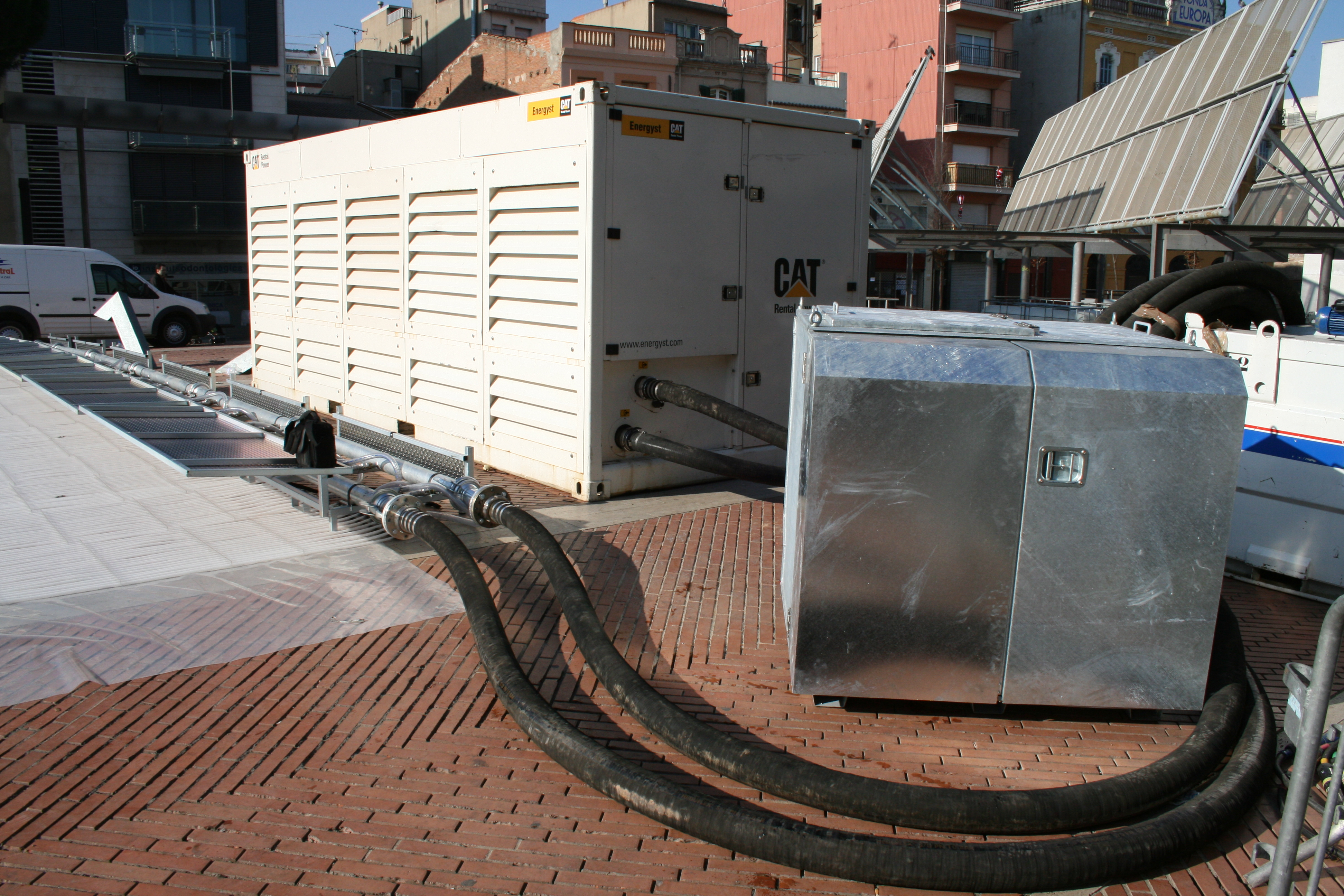
Le groupe de froid, à côté du réservoir tampon, raccordé à la piste de glace.
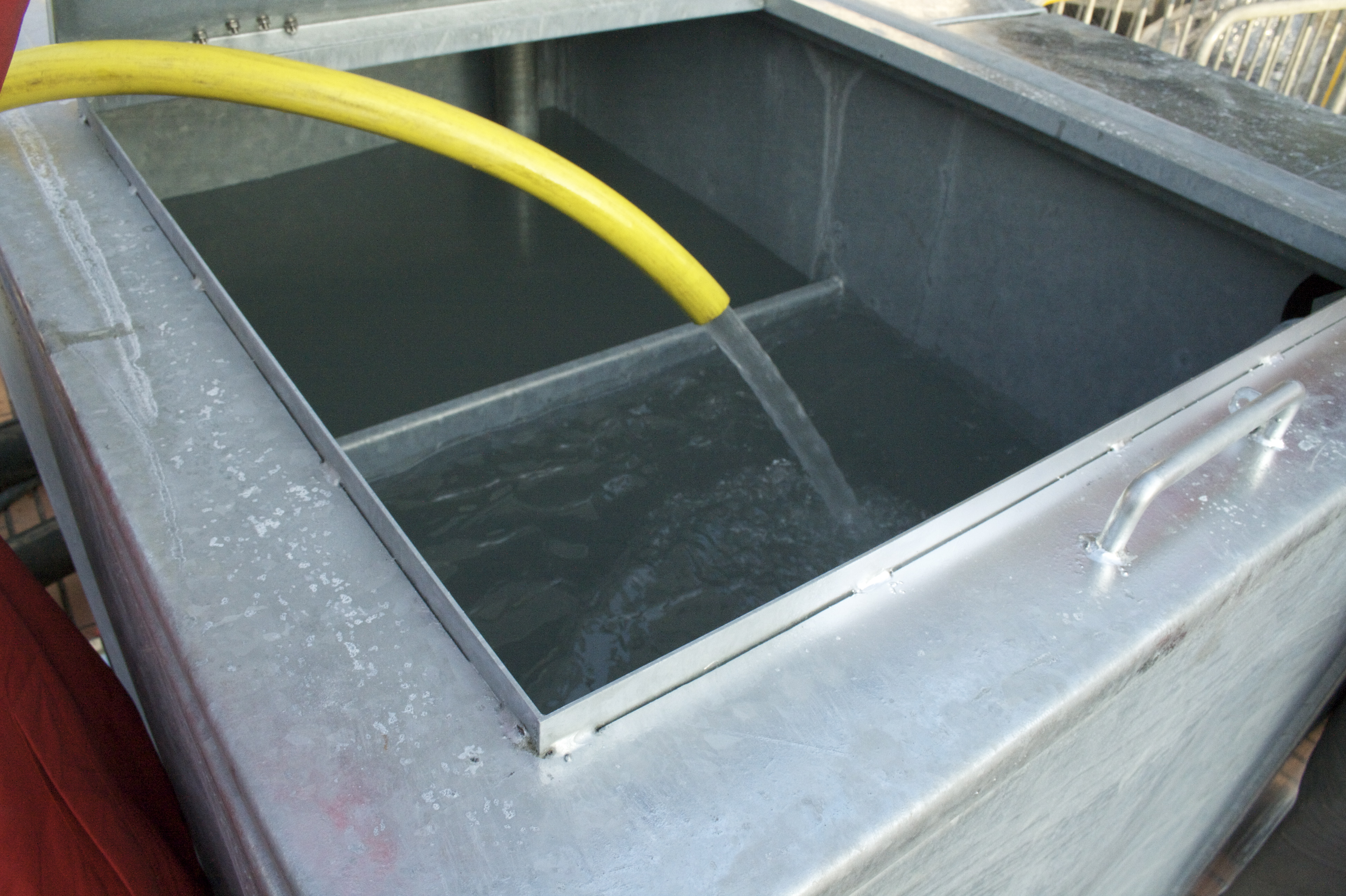
Remplissage du réservoir tampon avec le mélange eau et antigel.
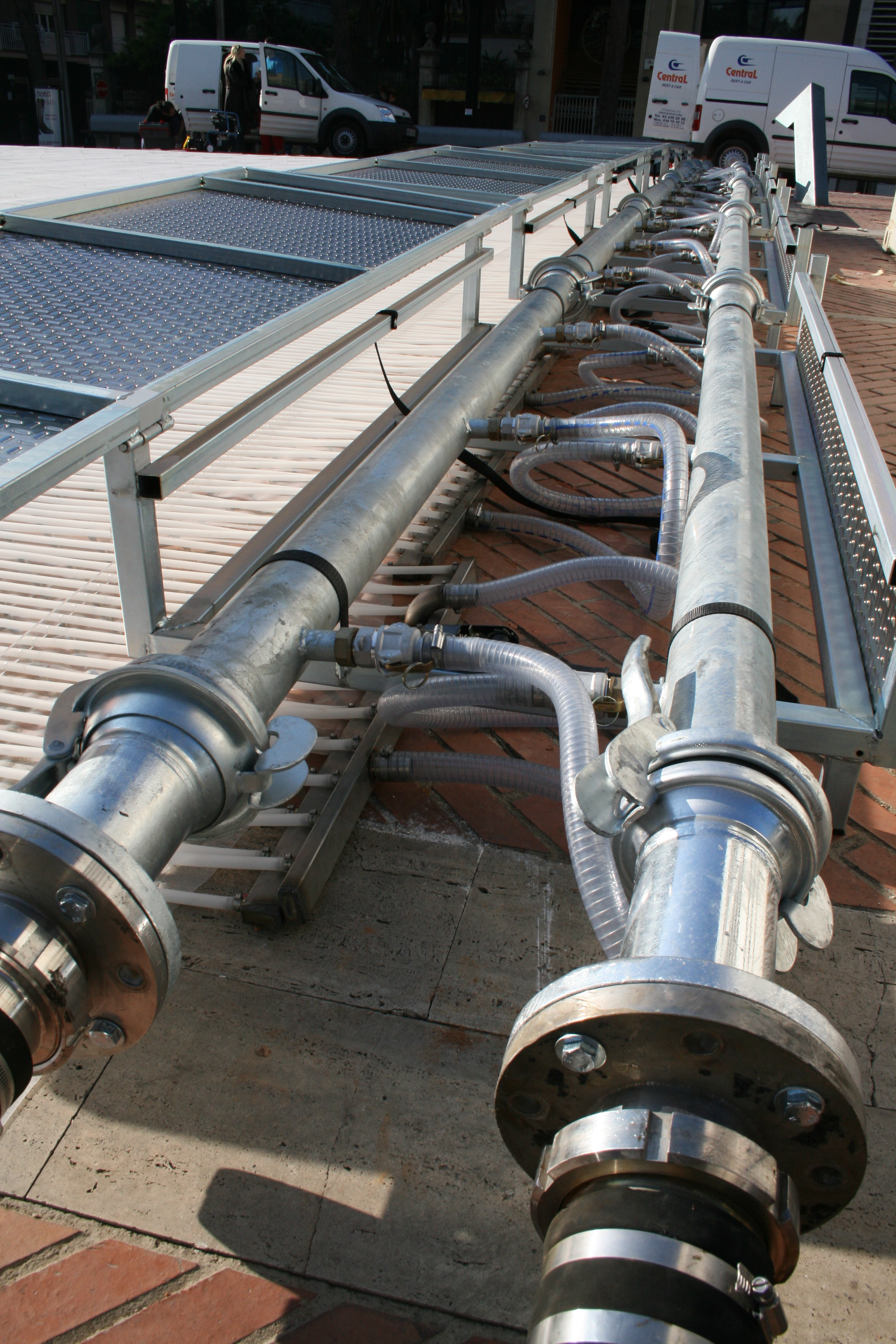
Les collecteurs principaux d’une piste de glace.
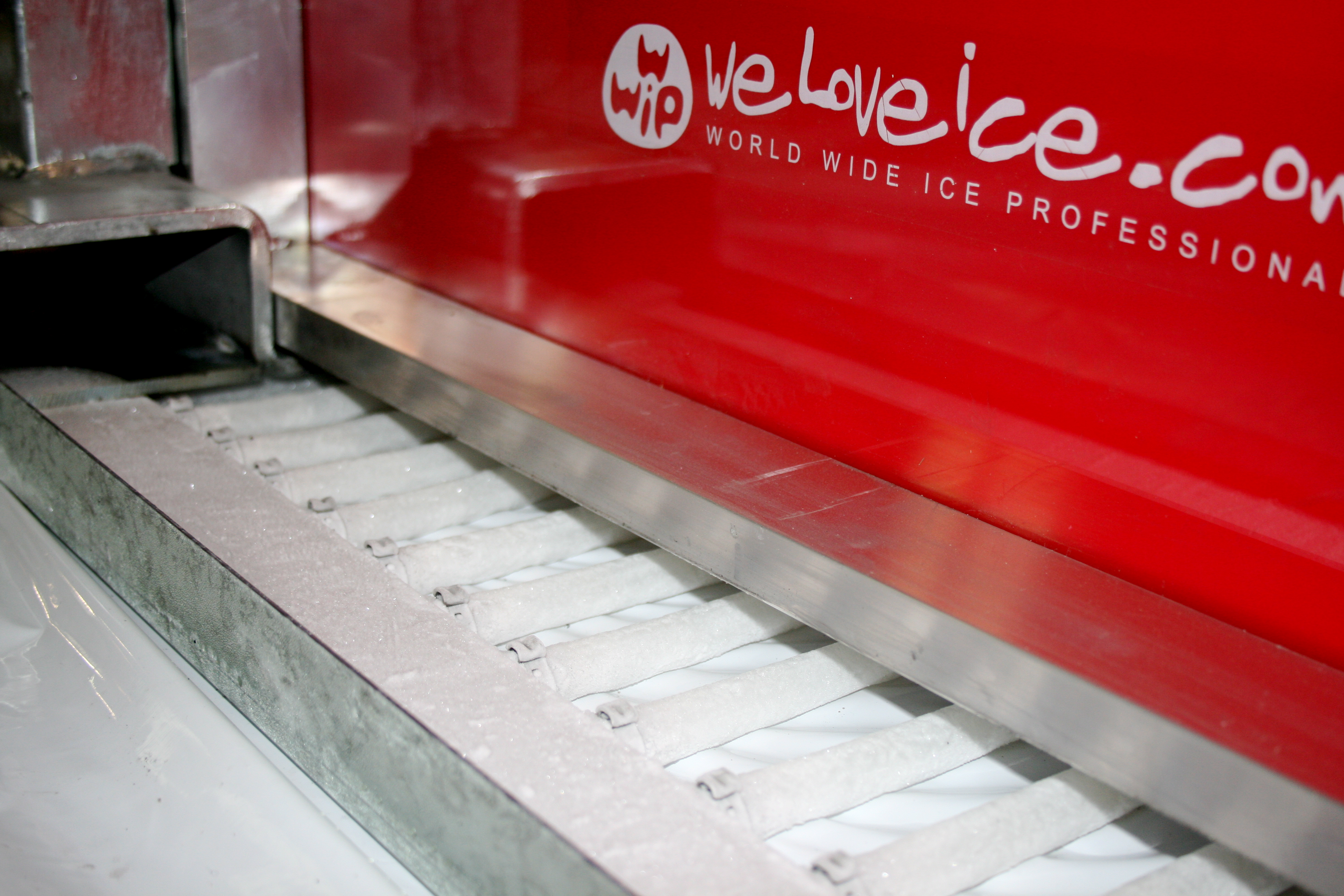
Collecteur terminal à l’extrémité d’une piste de glace.
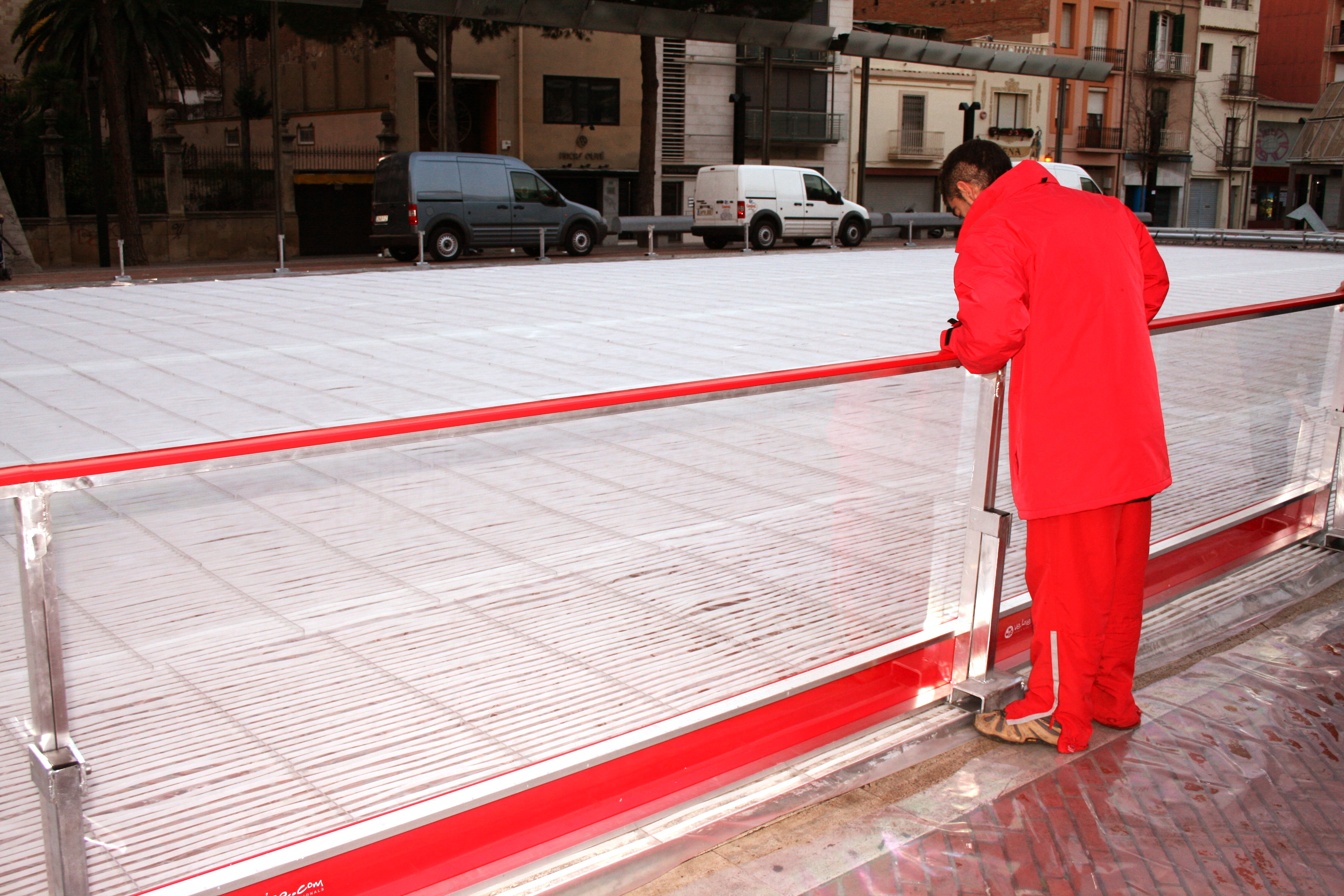
Montage de la rambarde autour d’une patinoire temporaire.
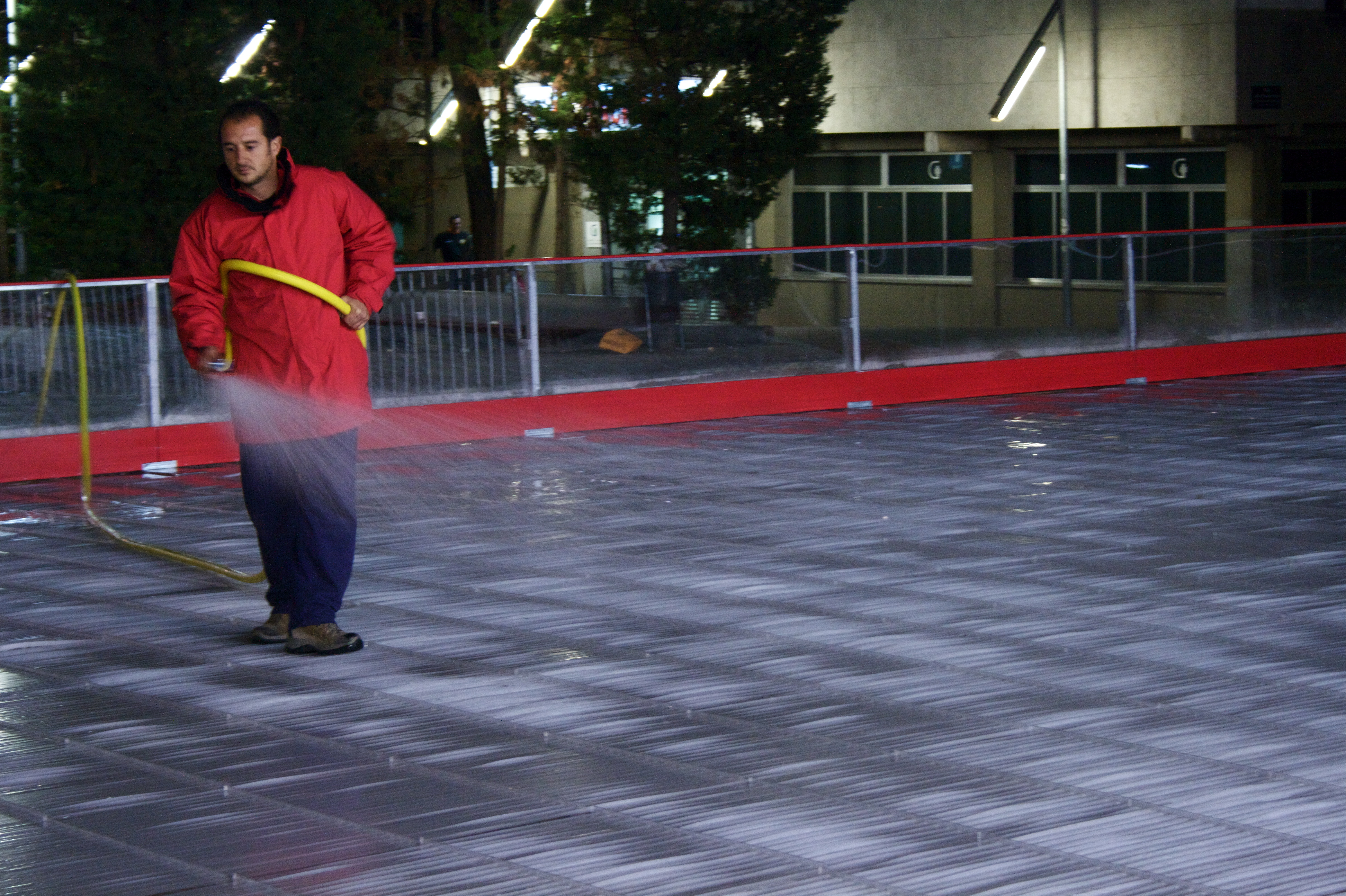
Superviseur en train de fabriquer la glace.
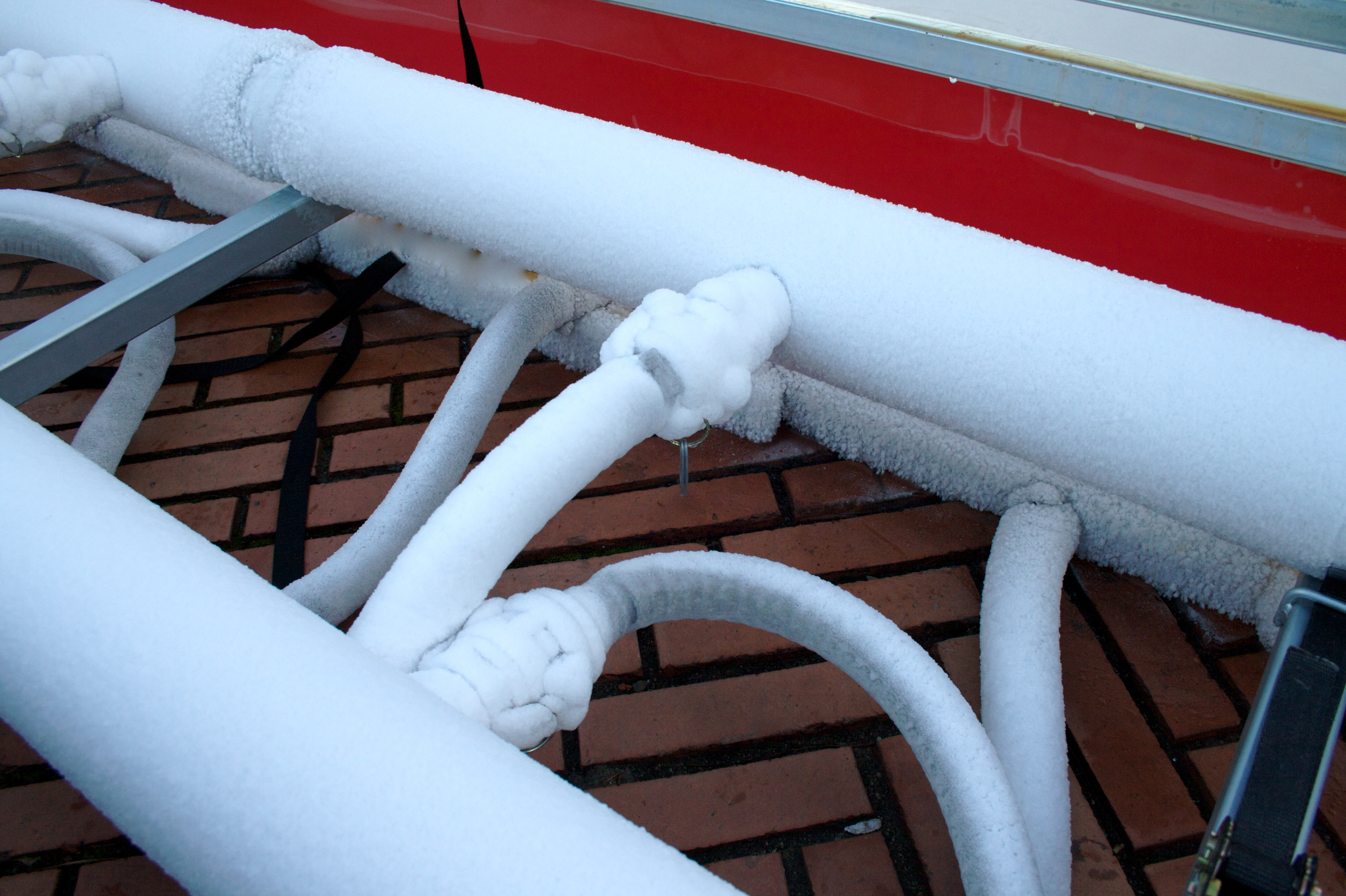
Les collecteurs principaux d’une piste, couverts de glace.
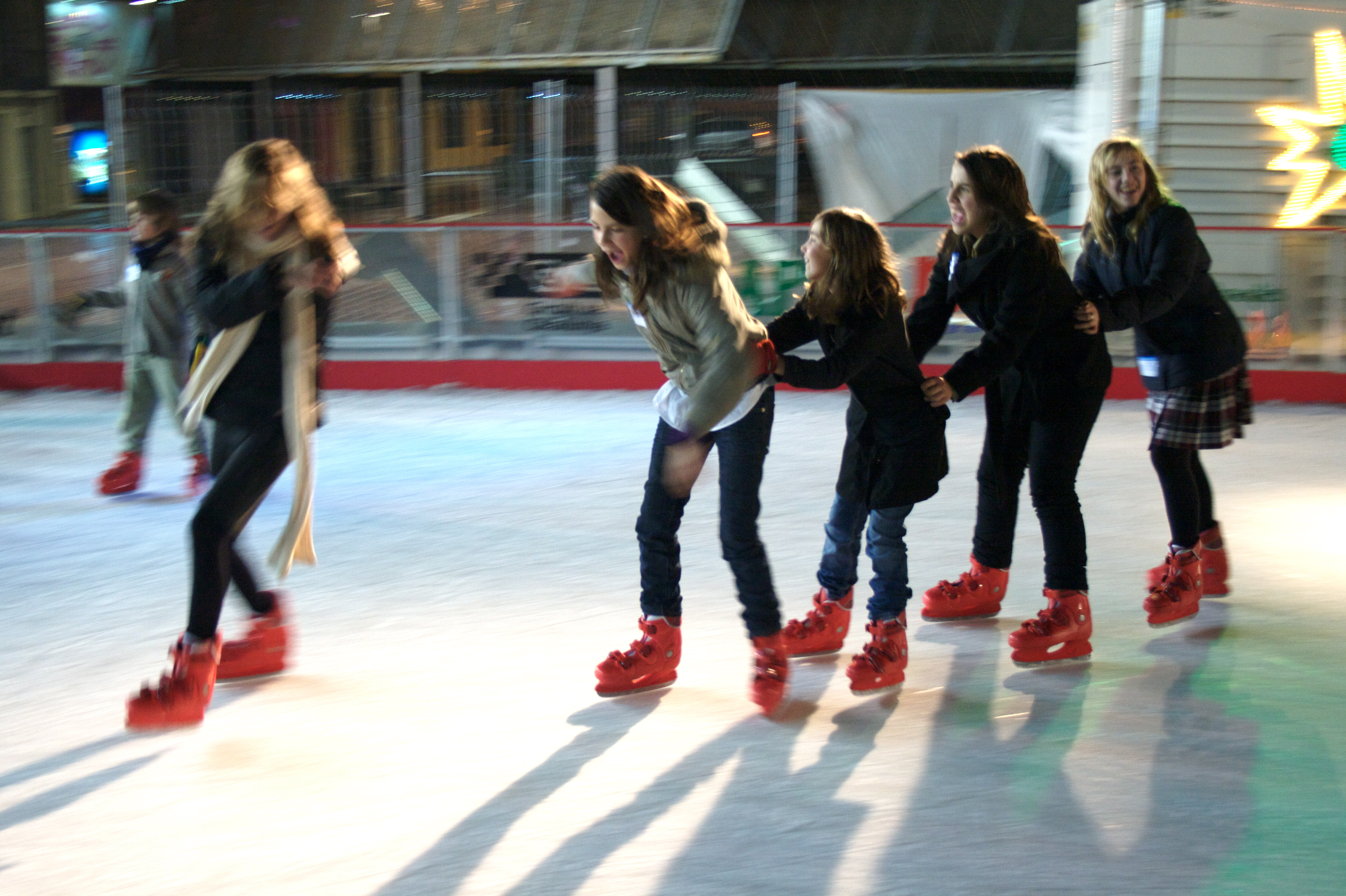
Patinage de loisirs en plein air, dans le centre-ville.
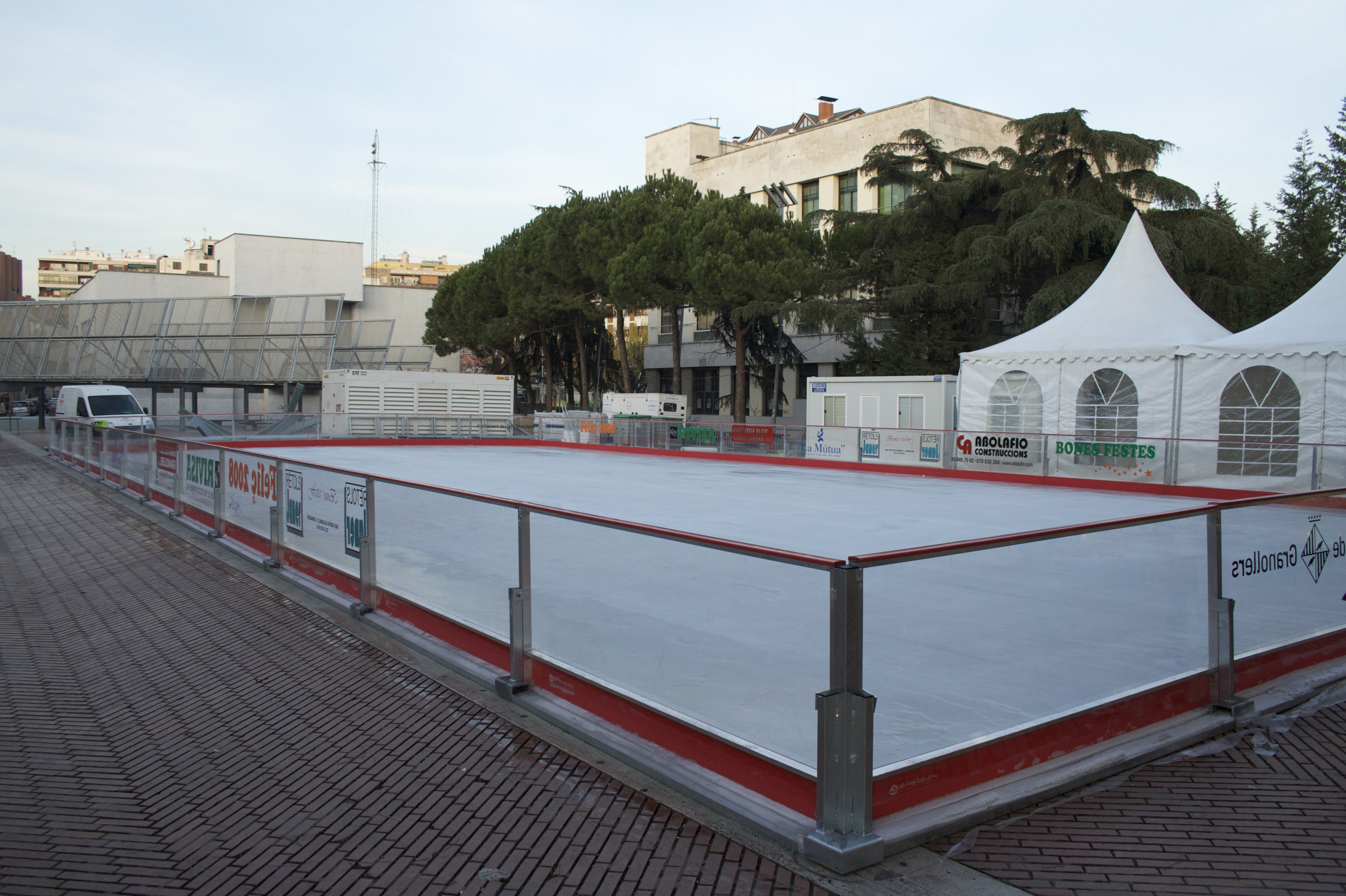
Patinoire temporaire telle qu’on en voit couramment en centre-ville.

### La patinoire en matériau synthétique
C'est une patinoire constituée d'un matériau synthétique très dense (ex : PEHD (Polyéthylène Haute Densité présentant en surface plus de 4 millions de molécules au cm³ ou encore UHMWPE) qui sans avoir tout à fait la consistance ni la texture de la glace permet une glisse presque aussi performante selon les distributeurs (équivalente à 95 % de celle d'une vraie glace), suffisante pour une partie des entrainements ou l'initiation au patinage. Néanmoins, il n'est pas possible de sauter sans détériorer le revêtement et les sensations de glisse sont très différentes. L'affûtage des patins doit être adapté (très creux) pour assurer un minimum d'adhérence. Une telle patinoire coute environ 6 fois moins cher qu'une patinoire artificielle comme décrite plus haut. Son PEHD est traité anti-UV pour résister au soleil, et selon les fabricants il résiste plus de 15 ans presque sans maintenance.
Le bilan écologique est mitigé : il n'y a pas de consommations d'énergie comme pour maintenir un plan de glace mais l'impact environnemental de la fabrication des composants synthétiques n'est pas établi et l'exploitation nécessite une aspersion régulière de silicone pour assurer un minimum de glisse. Ces produits afficheraient une énergie grise très importante mais les fabricants ne communiquent pas sur ce point.
Selon l'avis des adhérents du Syndicat National des Patinoires réunis en congrès à Dunkerque en mai 2010, l'appellation de patinoire pour ces produits synthétiques est usurpée.